# ديربي بالما
المنافسة بين نادي ريال مايوركا ونادي أتليتيكو بالياريس، المعروفة باسم ديربي بالما (بالكتالونية: derbi palmesà, بالإسبانية: derbi palmesano)، هي منافسة بين أندية كرة القدم الرئيسية في بالما دي مايوركا (مايوركا، جزر البليار، إسبانيا).

## التاريخ
يعتبر كلا الناديين، بلا منازع، الأقدم في عاصمة جزر البليار (حيث تأسست بقية الأندية من منتصف الستينيات) وقد عرفا منافسة شديدة منذ العشرينيات، بسبب الاختلافات الاجتماعية والاقتصادية والسياسية بين مؤسسيهما. بينما كان نادي ريال مايوركا (الذي كان يُعرف آنذاك باسم ريال سوسيداد ألفونسو الثالث عشر تيمنًا بالملك ألفونسو الثالث عشر) تحت قيادة الطبقة العليا المحلية، التي كانت تؤيد الدولة الإسبانية، كان نادي أتليتيكو بالياريس (الذي كان يُعرف آنذاك باسم نادي بالياريس) معروفًا بأنه نادي الطبقة العاملة المحلية وقد تأسس على يد الجمهوريين. هذا الطابع أصبح مخففًا جدًا في الوقت الحاضر، وأصبح كلا الناديين أكثر تنوعًا مما كانا عليه في البداية، لكن الطابع التأسيسي لا يزال حاضرًا بقوة عند تعريف المنافسة بين مجموعات المشجعين.
ظلت هذه المنافسة حية على مستوى الشارع، على الرغم من وجود الناديين على مستويات رياضية مختلفة جدًا منذ الستينيات فصاعدًا - وخاصة منذ الثمانينيات، عندما حقق ريال مايوركا تقدمًا كبيرًا وأصبح مشاركًا منتظمًا في الدوري الأول والثاني، بينما بقي نادي أتليتيكو بالياريس في الدوري الثاني ب والثالث.
أقيمت النسخة الأولى من ديربي بالما في 13 مارس 1921، بين الفريق الثاني لريال مايوركا والفريق الأول لبالياريس في ملعب بونس آيرس، الذي كان مملوكًا لألفونسو الثالث عشر. انتهت المباراة مبكرًا بسبب عراك بين اللاعبين والجمهور عندما كان ألفونسو الثالث عشر يتقدم بنتيجة 2-1.
ظلت هذه المنافسة حية لأكثر من قرن على الرغم من تغيير أسماء الناديين. كان نادي ريال مايوركا يُعرف باسم ريال سوسيداد ألفونسو الثالث عشر (1916-1931)، ثم ريال مايوركا (1931-1949)، وأخيرًا نادي ريال مايوركا (منذ 1949). أما نادي أتليتيكو بالياريس، فقد كان يُعرف باسم نادي بالياريس (1920-1942)، ثم نادي أتلتيكو-بالياريس (1942-1943)، وأخيرًا نادي أتليتيكو بالياريس (منذ 1943). يُعرف النادي الأخير باسم نادي أتلتيك بالياريس في اللهجة المحلية لمايوركا من الكتالونية.
على مستوى الجزيرة، لفترة من الوقت، كان الناديان يتقاسمان المنافسة مع فريق ثالث: نادي كونستانسيا من مدينة إنكا المجاورة، خاصة حتى الستينيات. في الجزر الأخرى من أرخبيل البليار، كانت المنافسة الرئيسية مع نادي إيبيزا (من إيبيزا، عاصمة جزر البليار الغربية) ونادي ماهون (من ماهون، عاصمة منورقة). أدى الصعود الرياضي الذي شهده نادي ريال مايوركا منذ الستينيات إلى تقليل كل هذه المنافسات إلى الحد الأدنى، باستثناء المنافسة مع نادي أتليتيكو بالياريس.
أثار الديربي الأخير، الذي لُعب في 2018 في الدوري الثاني ب، حماسًا كبيرًا وأظهر أن المنافسة لا تزال حية بقوة.

## مباريات الدوري
يتم سرد المواجهات بين الفرق الأولى فقط. لذلك، لا يتم تضمين مواجهات أتليتيكو بالياريس ضد فرعيات نادي ريال مايوركا (سابقًا مايوركا أتلتيكو وحاليًا ريال مايوركا ب).
| الموسم  | الفئة                             | الملعب                                                                                              | الفريق المضيف                                                                                       | النتيجة                                                                                             | الفريق الضيف                                                                                        | ملاحظات                                                                                             |
| ------- | --------------------------------- | --------------------------------------------------------------------------------------------------- | --------------------------------------------------------------------------------------------------- | --------------------------------------------------------------------------------------------------- | --------------------------------------------------------------------------------------------------- | --------------------------------------------------------------------------------------------------- |
| 1923–24 | البطولة الإقليمية لمايوركا        | بونس آيرس                                                                                           | ريال سوسيداد ألفونسو الثالث عشر                                                                     | 4 – 1                                                                                               | نادي بالياريس                                                                                       | —                                                                                                   |
| 1923–24 | البطولة الإقليمية لمايوركا        | سون كانالز                                                                                          | نادي بالياريس                                                                                       | 0 – 1                                                                                               | ريال سوسيداد ألفونسو الثالث عشر                                                                     | —                                                                                                   |
| 1924–25 | البطولة الإقليمية لمايوركا        | بونس آيرس                                                                                           | ريال سوسيداد ألفونسو الثالث عشر                                                                     | 1 – 0                                                                                               | نادي بالياريس                                                                                       | —                                                                                                   |
| 1924–25 | البطولة الإقليمية لمايوركا        | سون كانالز                                                                                          | نادي بالياريس                                                                                       | 2 – 0                                                                                               | ريال سوسيداد ألفونسو الثالث عشر                                                                     | —                                                                                                   |
| 1925–26 | البطولة الإقليمية لمايوركا        | سون كانالز                                                                                          | نادي بالياريس                                                                                       | 1 – 2                                                                                               | ريال سوسيداد ألفونسو الثالث عشر                                                                     | —                                                                                                   |
| 1925–26 | البطولة الإقليمية لمايوركا        | بونس آيرس                                                                                           | ريال سوسيداد ألفونسو الثالث عشر                                                                     | —                                                                                                   | نادي بالياريس                                                                                       | لم تُلعب عندما تم تقسيم المنافسة في منتصف الموسم. نادي بالياريس غادر اتحاد البليار.                  |
| 1926–27 | البطولة الإقليمية لمايوركا        | سون كانالز                                                                                          | نادي بالياريس                                                                                       | 0 – 1                                                                                               | ريال سوسيداد ألفونسو الثالث عشر                                                                     | —                                                                                                   |
| 1926–27 | البطولة الإقليمية لمايوركا        | بونس آيرس                                                                                           | ريال سوسيداد ألفونسو الثالث عشر                                                                     | 3 – 0                                                                                               | نادي بالياريس                                                                                       | —                                                                                                   |
| 1927–28 | البطولة الإقليمية لمايوركا        | لم تُلعب عندما تم تقسيم المنافسة قبل بدء الموسم. ريال سوسيداد ألفونسو الثالث عشر غادر اتحاد البليار. | لم تُلعب عندما تم تقسيم المنافسة قبل بدء الموسم. ريال سوسيداد ألفونسو الثالث عشر غادر اتحاد البليار. | لم تُلعب عندما تم تقسيم المنافسة قبل بدء الموسم. ريال سوسيداد ألفونسو الثالث عشر غادر اتحاد البليار. | لم تُلعب عندما تم تقسيم المنافسة قبل بدء الموسم. ريال سوسيداد ألفونسو الثالث عشر غادر اتحاد البليار. | لم تُلعب عندما تم تقسيم المنافسة قبل بدء الموسم. ريال سوسيداد ألفونسو الثالث عشر غادر اتحاد البليار. |
| 1928–29 | البطولة الإقليمية لمايوركا        | سون كانالز                                                                                          | نادي بالياريس                                                                                       | 2 – 3                                                                                               | ريال سوسيداد ألفونسو الثالث عشر                                                                     | —                                                                                                   |
| 1928–29 | البطولة الإقليمية لمايوركا        | بونس آيرس                                                                                           | ريال سوسيداد ألفونسو الثالث عشر                                                                     | 2 – 0                                                                                               | نادي بالياريس                                                                                       | —                                                                                                   |
| 1929–30 | البطولة الإقليمية لمايوركا        | سون كانالز                                                                                          | نادي بالياريس                                                                                       | 0 – 4                                                                                               | ريال سوسيداد ألفونسو الثالث عشر                                                                     | —                                                                                                   |
| 1929–30 | البطولة الإقليمية لمايوركا        | بونس آيرس                                                                                           | ريال سوسيداد ألفونسو الثالث عشر                                                                     | 4 – 1                                                                                               | نادي بالياريس                                                                                       | —                                                                                                   |
| 1930–31 | البطولة الإقليمية لمايوركا        | بونس آيرس                                                                                           | ريال سوسيداد ألفونسو الثالث عشر                                                                     | 2 – 0                                                                                               | نادي بالياريس                                                                                       | —                                                                                                   |
| 1930–31 | البطولة الإقليمية لمايوركا        | سون كانالز                                                                                          | نادي بالياريس                                                                                       | 1 – 0                                                                                               | ريال سوسيداد ألفونسو الثالث عشر                                                                     | —                                                                                                   |
| 1931–32 | البطولة الإقليمية لمايوركا        | بونس آيرس                                                                                           | ريال مايوركا                                                                                        | 1 – 1                                                                                               | نادي بالياريس                                                                                       | —                                                                                                   |
| 1931–32 | البطولة الإقليمية لمايوركا        | سون كانالز                                                                                          | نادي بالياريس                                                                                       | 2 – 1                                                                                               | ريال مايوركا                                                                                        | —                                                                                                   |
| 1932–33 | البطولة الإقليمية لمايوركا        | بونس آيرس                                                                                           | ريال مايوركا                                                                                        | 4 – 1                                                                                               | نادي بالياريس                                                                                       | —                                                                                                   |
| 1932–33 | البطولة الإقليمية لمايوركا        | سون كانالز                                                                                          | نادي بالياريس                                                                                       | 1 – 1                                                                                               | ريال مايوركا                                                                                        | —                                                                                                   |
| 1933–34 | البطولة الإقليمية لمايوركا        | سون كانالز                                                                                          | نادي بالياريس                                                                                       | 1 – 0                                                                                               | ريال مايوركا                                                                                        | —                                                                                                   |
| 1933–34 | البطولة الإقليمية لمايوركا        | بونس آيرس                                                                                           | ريال مايوركا                                                                                        | 1 – 1                                                                                               | نادي بالياريس                                                                                       | —                                                                                                   |
| 1934–35 | البطولة الإقليمية لمايوركا        | سون كانالز                                                                                          | نادي بالياريس                                                                                       | 2 – 0                                                                                               | ريال مايوركا                                                                                        | —                                                                                                   |
| 1934–35 | البطولة الإقليمية لمايوركا        | بونس آيرس                                                                                           | ريال مايوركا                                                                                        | 0 – 2                                                                                               | نادي بالياريس                                                                                       | —                                                                                                   |
| 1935–36 | البطولة الإقليمية لمايوركا        | بونس آيرس                                                                                           | ريال مايوركا                                                                                        | 2 – 2                                                                                               | نادي بالياريس                                                                                       | —                                                                                                   |
| 1935–36 | البطولة الإقليمية لمايوركا        | سون كانالز                                                                                          | نادي بالياريس                                                                                       | 1 – 0                                                                                               | ريال مايوركا                                                                                        | —                                                                                                   |
| 1936–37 | البطولة الإقليمية لمايوركا        | بونس آيرس                                                                                           | ريال مايوركا                                                                                        | 7 – 1                                                                                               | نادي بالياريس                                                                                       | —                                                                                                   |
| 1936–37 | البطولة الإقليمية لمايوركا        | سون كانالز                                                                                          | نادي بالياريس                                                                                       | 2 – 4                                                                                               | ريال مايوركا                                                                                        | —                                                                                                   |
| 1937–38 | البطولة الإقليمية لمايوركا        | بونس آيرس                                                                                           | ريال مايوركا                                                                                        | 2 – 1                                                                                               | نادي بالياريس                                                                                       | —                                                                                                   |
| 1937–38 | البطولة الإقليمية لمايوركا        | سون كانالز                                                                                          | نادي بالياريس                                                                                       | 1 – 1                                                                                               | ريال مايوركا                                                                                        | —                                                                                                   |
| 1938–39 | البطولة الإقليمية لمايوركا        | ريال مايوركا لم يشارك هذا الموسم بسبب تجنيد معظم لاعبيه في الحرب الأهلية الإسبانية.                 | ريال مايوركا لم يشارك هذا الموسم بسبب تجنيد معظم لاعبيه في الحرب الأهلية الإسبانية.                 | ريال مايوركا لم يشارك هذا الموسم بسبب تجنيد معظم لاعبيه في الحرب الأهلية الإسبانية.                 | ريال مايوركا لم يشارك هذا الموسم بسبب تجنيد معظم لاعبيه في الحرب الأهلية الإسبانية.                 | ريال مايوركا لم يشارك هذا الموسم بسبب تجنيد معظم لاعبيه في الحرب الأهلية الإسبانية.                 |
| 1939–40 | البطولة الإقليمية لمايوركا        | سون كانالز                                                                                          | نادي بالياريس                                                                                       | 2 – 4                                                                                               | ريال مايوركا                                                                                        | —                                                                                                   |
| 1939–40 | البطولة الإقليمية لمايوركا        | بونس آيرس                                                                                           | ريال مايوركا                                                                                        | 3 – 0                                                                                               | نادي بالياريس                                                                                       | —                                                                                                   |
| 1940–41 | الدوري الأول لمايوركا             | بونس آيرس                                                                                           | ريال مايوركا                                                                                        | 2 – 1                                                                                               | نادي بالياريس                                                                                       | —                                                                                                   |
| 1940–41 | الدوري الأول لمايوركا             | سون كانالز                                                                                          | نادي بالياريس                                                                                       | 1 – 3                                                                                               | ريال مايوركا                                                                                        | —                                                                                                   |
| 1941–42 | الدوري الأول لمايوركا             | سون كانالز                                                                                          | نادي بالياريس                                                                                       | 2 – 3                                                                                               | ريال مايوركا                                                                                        | —                                                                                                   |
| 1941–42 | الدوري الأول لمايوركا             | بونس آيرس                                                                                           | ريال مايوركا                                                                                        | 1 – 0                                                                                               | نادي بالياريس                                                                                       | —                                                                                                   |
| 1942–43 | الدوري الأول لمايوركا             | سون كانالز                                                                                          | أتليتيكو بالياريس                                                                                   | 3 – 3                                                                                               | ريال مايوركا                                                                                        | —                                                                                                   |
| 1942–43 | الدوري الأول لمايوركا             | بونس آيرس                                                                                           | ريال مايوركا                                                                                        | 6 – 1                                                                                               | أتليتيكو بالياريس                                                                                   | —                                                                                                   |
| 1943–44 | الدوري الثالث، المجموعة الرابعة   | بونس آيرس                                                                                           | ريال مايوركا                                                                                        | 1 – 1                                                                                               | أتليتيكو بالياريس                                                                                   | —                                                                                                   |
| 1943–44 | الدوري الثالث، المجموعة الرابعة   | سون كانالز                                                                                          | أتليتيكو بالياريس                                                                                   | 0 – 2                                                                                               | ريال مايوركا                                                                                        | —                                                                                                   |
| 1948–49 | الدوري الثالث، المجموعة الثالثة   | إس فورتي                                                                                            | ريال مايوركا                                                                                        | 2 – 1                                                                                               | أتليتيكو بالياريس                                                                                   | —                                                                                                   |
| 1948–49 | الدوري الثالث، المجموعة الثالثة   | سون كانالز                                                                                          | أتليتيكو بالياريس                                                                                   | 2 – 0                                                                                               | ريال مايوركا                                                                                        | —                                                                                                   |
| 1951–52 | الدوري الثاني، المجموعة الثانية   | سون كانالز                                                                                          | أتليتيكو بالياريس                                                                                   | 0 – 2                                                                                               | ريال مايوركا                                                                                        | —                                                                                                   |
| 1951–52 | الدوري الثاني، المجموعة الثانية   | إس فورتي                                                                                            | ريال مايوركا                                                                                        | 2 – 0                                                                                               | أتليتيكو بالياريس                                                                                   | —                                                                                                   |
| 1952–53 | الدوري الثاني، المجموعة الثانية   | إس فورتي                                                                                            | ريال مايوركا                                                                                        | 1 – 1                                                                                               | أتليتيكو بالياريس                                                                                   | —                                                                                                   |
| 1952–53 | الدوري الثاني، المجموعة الثانية   | سون كانالز                                                                                          | أتليتيكو بالياريس                                                                                   | 1 – 1                                                                                               | ريال مايوركا                                                                                        | —                                                                                                   |
| 1954–55 | الدوري الثالث، المجموعة الثامنة   | إس فورتي                                                                                            | ريال مايوركا                                                                                        | 3 – 2                                                                                               | أتليتيكو بالياريس                                                                                   | —                                                                                                   |
| 1954–55 | الدوري الثالث، المجموعة الثامنة   | سون كانالز                                                                                          | أتليتيكو بالياريس                                                                                   | 1 – 2                                                                                               | ريال مايوركا                                                                                        | —                                                                                                   |
| 1955–56 | الدوري الثالث، المجموعة الثامنة   | سون كانالز                                                                                          | أتليتيكو بالياريس                                                                                   | 3 – 2                                                                                               | ريال مايوركا                                                                                        | —                                                                                                   |
| 1955–56 | الدوري الثالث، المجموعة الثامنة   | لويس سيتجار                                                                                         | ريال مايوركا                                                                                        | 2 – 2                                                                                               | أتليتيكو بالياريس                                                                                   | —                                                                                                   |
| 1956–57 | الدوري الثالث، المجموعة الثامنة   | لويس سيتجار                                                                                         | ريال مايوركا                                                                                        | 1 – 1                                                                                               | أتليتيكو بالياريس                                                                                   | —                                                                                                   |
| 1956–57 | الدوري الثالث، المجموعة الثامنة   | سون كانالز                                                                                          | أتليتيكو بالياريس                                                                                   | 0 – 3                                                                                               | ريال مايوركا                                                                                        | —                                                                                                   |
| 1957–58 | الدوري الثالث، المجموعة الثامنة   | سون كانالز                                                                                          | أتليتيكو بالياريس                                                                                   | 1 – 2                                                                                               | ريال مايوركا                                                                                        | —                                                                                                   |
| 1957–58 | الدوري الثالث، المجموعة الثامنة   | لويس سيتجار                                                                                         | ريال مايوركا                                                                                        | 1 – 1                                                                                               | أتليتيكو بالياريس                                                                                   | —                                                                                                   |
| 1958–59 | الدوري الثالث، المجموعة الثامنة   | لويس سيتجار                                                                                         | ريال مايوركا                                                                                        | 1 – 0                                                                                               | أتليتيكو بالياريس                                                                                   | —                                                                                                   |
| 1958–59 | الدوري الثالث، المجموعة الثامنة   | سون كانالز                                                                                          | أتليتيكو بالياريس                                                                                   | 0 – 0                                                                                               | ريال مايوركا                                                                                        | —                                                                                                   |
| 1975–76 | الدوري الثالث، المجموعة الثالثة   | إستادي باليار                                                                                       | أتليتيكو بالياريس                                                                                   | 3 – 1                                                                                               | ريال مايوركا                                                                                        | —                                                                                                   |
| 1975–76 | الدوري الثالث، المجموعة الثالثة   | لويس سيتجار                                                                                         | ريال مايوركا                                                                                        | 0 – 0                                                                                               | أتليتيكو بالياريس                                                                                   | —                                                                                                   |
| 1976–77 | الدوري الثالث، المجموعة الثالثة   | إستادي باليار                                                                                       | أتليتيكو بالياريس                                                                                   | 2 – 0                                                                                               | ريال مايوركا                                                                                        | —                                                                                                   |
| 1976–77 | الدوري الثالث، المجموعة الثالثة   | لويس سيتجار                                                                                         | ريال مايوركا                                                                                        | 1 – 1                                                                                               | أتليتيكو بالياريس                                                                                   | —                                                                                                   |
| 1977–78 | الدوري الثاني ب، المجموعة الثانية | إستادي باليار                                                                                       | أتليتيكو بالياريس                                                                                   | 2 – 1                                                                                               | ريال مايوركا                                                                                        | —                                                                                                   |
| 1977–78 | الدوري الثاني ب، المجموعة الثانية | لويس سيتجار                                                                                         | ريال مايوركا                                                                                        | 1 – 0                                                                                               | أتليتيكو بالياريس                                                                                   | —                                                                                                   |
| 1978–79 | الدوري الثالث، المجموعة الخامسة   | إستادي باليار                                                                                       | أتليتيكو بالياريس                                                                                   | 0 – 0                                                                                               | ريال مايوركا                                                                                        | —                                                                                                   |
| 1978–79 | الدوري الثالث، المجموعة الخامسة   | لويس سيتجار                                                                                         | ريال مايوركا                                                                                        | 2 – 1                                                                                               | أتليتيكو بالياريس                                                                                   | —                                                                                                   |
| 1979–80 | الدوري الثالث، المجموعة الثامنة   | إستادي باليار                                                                                       | أتليتيكو بالياريس                                                                                   | 0 – 2                                                                                               | ريال مايوركا                                                                                        | —                                                                                                   |
| 1979–80 | الدوري الثالث، المجموعة الثامنة   | لويس سيتجار                                                                                         | ريال مايوركا                                                                                        | 1 – 1                                                                                               | أتليتيكو بالياريس                                                                                   | —                                                                                                   |
| 2017–18 | الدوري الثاني ب، المجموعة الثالثة | سون ماليفيريت                                                                                       | أتليتيكو بالياريس                                                                                   | 0 – 0                                                                                               | ريال مايوركا                                                                                        | —                                                                                                   |
| 2017–18 | الدوري الثاني ب، المجموعة الثالثة | سون مويكس                                                                                           | ريال مايوركا                                                                                        | 3 – 2                                                                                               | أتليتيكو بالياريس                                                                                   | —                                                                                                   |

## كأس الملك
يتم سرد المواجهات بين الفرق الأولى فقط. لذلك، لا يتم تضمين مواجهات أتليتيكو بالياريس ضد فرعيات نادي ريال مايوركا (سابقًا مايوركا أتلتيكو وحاليًا ريال مايوركا ب).
| الموسم  | الملعب        | الجولة        | الفريق المضيف     | النتيجة | الفريق الضيف      | ملاحظات      |
| ------- | ------------- | ------------- | ----------------- | ------- | ----------------- | ------------ |
| 1948–49 | إس فورتي      | الجولة الأولى | ريال مايوركا      | 1 – 0   | أتليتيكو بالياريس | مباراة واحدة |
| 1986–87 | إستادي باليار | دور الـ32     | أتليتيكو بالياريس | 2 – 4   | ريال مايوركا      | مباراة واحدة |

## بطولات أخرى
يتم سرد المواجهات بين الفرق الأولى فقط. لذلك، لا يتم تضمين مواجهات أتليتيكو بالياريس ضد فرعيات نادي ريال مايوركا (سابقًا مايوركا أتلتيكو وحاليًا ريال مايوركا ب).
| الموسم  | البطولة              | الملعب          | الجولة         | الفريق المضيف                   | النتيجة   | الفريق الضيف      | ملاحظات                                                |
| ------- | -------------------- | --------------- | -------------- | ------------------------------- | --------- | ----------------- | ------------------------------------------------------ |
| 1921    | كأس بلدية بالما      | بونس آيرس       | جولة واحدة     | ريال سوسيداد ألفونسو الثالث عشر | 4 – 0     | نادي بالياريس     | بطولة نظمها مجلس مدينة بالما                           |
| 1933–34 | كأس رئيس الجمهورية   | سون كانالز      | —              | نادي بالياريس                   | 1 – 3     | ريال مايوركا      | —                                                      |
| 1933–34 | كأس رئيس الجمهورية   | بونس آيرس       | —              | ريال مايوركا                    | 4 – 0     | نادي بالياريس     | —                                                      |
| 1934–35 | كأس رئيس الجمهورية   | بونس آيرس       | —              | ريال مايوركا                    | 1 – 1     | نادي بالياريس     | —                                                      |
| 1934–35 | كأس رئيس الجمهورية   | سون كانالز      | —              | نادي بالياريس                   | 3 – 3     | ريال مايوركا      | —                                                      |
| 1935–36 | كأس رئيس الجمهورية   | سون كانالز      | —              | نادي بالياريس                   | 0 – 0     | ريال مايوركا      | —                                                      |
| 1935–36 | كأس رئيس الجمهورية   | بونس آيرس       | —              | ريال مايوركا                    | 1 – 1     | نادي بالياريس     | —                                                      |
| 1937–38 | دوري مايوركا         | سون كانالز      | —              | نادي بالياريس                   | 0 – 6     | ريال مايوركا      | —                                                      |
| 1937–38 | دوري مايوركا         | بونس آيرس       | —              | ريال مايوركا                    | —         | نادي بالياريس     | تم إيقافها بسبب انسحاب ريال مايوركا من البطولة         |
| 1939–40 | دوري مايوركا         | بونس آيرس       | —              | ريال مايوركا                    | 1 – 1     | نادي بالياريس     | —                                                      |
| 1939–40 | دوري مايوركا         | سون كانالز      | —              | نادي بالياريس                   | 1 – 5     | ريال مايوركا      | —                                                      |
| 1940–41 | دوري مايوركا         | سون كانالز      | —              | نادي بالياريس                   | 0 – 6     | ريال مايوركا      | —                                                      |
| 1940–41 | دوري مايوركا         | بونس آيرس       | —              | ريال مايوركا                    | 5 – 1     | نادي بالياريس     | —                                                      |
| 1952–53 | كأس الاتحاد الإسباني | إس فورتي        | الجولة الثانية | ريال مايوركا                    | 4 – 2     | نادي بالياريس     | —                                                      |
| 1952–53 | كأس الاتحاد الإسباني | سون كانالز      | الجولة الثانية | نادي بالياريس                   | 1 – 1     | ريال مايوركا      | —                                                      |
| 1971    | كأس نيكولاو بروندو   | إستادي باليار   | مباراة واحدة   | أتليتيكو بالياريس               | 0 – 1     | ريال مايوركا      | —                                                      |
| 1972    | كأس نيكولاو بروندو   | إستادي باليار   | مباراة واحدة   | أتليتيكو بالياريس               | 1 – 4     | ريال مايوركا      | —                                                      |
| 1984    | كأس نيكولاو بروندو   | إستادي باليار   | مباراة واحدة   | أتليتيكو بالياريس               | 0 – 1     | ريال مايوركا      | —                                                      |
| 1985    | كأس نيكولاو بروندو   | إستادي باليار   | مباراة واحدة   | أتليتيكو بالياريس               | 1 – 2     | ريال مايوركا      | —                                                      |
| 1993    | ودية                 | إستادي باليار   | مباراة واحدة   | أتليتيكو بالياريس               | 0 – 6     | ريال مايوركا      | احتفال بمرور 50 عامًا على اندماج نادي أتليتيكو بالياريس |
| 1994    | كأس نيكولاو بروندو   | إستادي باليار   | مباراة واحدة   | أتليتيكو بالياريس               | 1 – 1 (*) | ريال مايوركا      | —                                                      |
| 2008    | كأس جزر البليار      | بينتاوفا، ماهون | نصف النهائي    | ريال مايوركا                    | 4 – 2     | أتليتيكو بالياريس | —                                                      |

(*) فاز ريال مايوركا بركلات الترجيح.

## الفهرس
- Amengual Salas, Vicenç (2021). Orsai: L'Atlètic Balears. Entre la sociologia i el futbol [Orsai. Atlètic Balears. Between sociology and football] (بالكتالونية). Palma: Illa Edicions. ISBN:978-84-122255-4-9.
- Borchers, Liam (2023). The Story of Atlètic Balears (بالإنجليزية). Groningen: Lulu. ISBN:978-1-4717-4271-2.
- García Gargallo, Manuel (2018). Campeonatos regionales de Baleares. Orígenes y desarrollo 1900-1940 [Regional championships of the Balearic Islands. Origins and evolution 1900-1940] (بالإسبانية). Oviedo: CIHEFE. ISBN:978-84-948698-6-0.
- García Gargallo, Manuel (2013). Els orígens de l'Atlètic Balears (1920-1942). Dels inicis a la fusió [The origins of Atlètic Balears (1920-1942): From the beginnings to the fusion] (بالكتالونية). Barcelona: Lulu.
- García Gargallo, Manuel (2020). L'Atlètic Balears (1920-1942): Els primers anys d'una entitat centenària [Atlètic Balears (1920-1942): The first years of a centenary entity] (بالكتالونية). Palma: Documenta Balear. ISBN:978-84-18441-08-0.
- Pasamontes, Juan Carlos (2005). R.S. Alfonso XIII. La cara oculta del Real CD Mallorca. 1916-1931 [R.S. Alfonso XIII. The hidden face of Real CD Mallorca. 1916-1931] (بالإسبانية). Palma: Edicions Cort. ISBN:84-89034-81-8.
- Ramis Fernández, Xesc (2017). El derbi de Palma. Historia de una rivalidad vecinal [The Palma derby. The history of a rivalry between neighbours] (بالإسبانية). Archived from the original on 2024-12-19.
- Salas Fuster, Antoni (2009). L'Atlètic Baleares. Una història de supervivència [Atlètic Balears. A history of survival] (بالكتالونية). Palma: Ingrama SA. ISBN:978-84-85932-78-8. DL 272-2009.
- Vidal Perelló, Miquel; Vidal Reynés, Jordi (2005). Història del RCD Mallorca (1916-2004) [History of RCD Mallorca (1916-2004)] (بالكتالونية). Palma: Documenta Balear. ISBN:84-96376-16-8.
- Vidal Perelló, Miquel; Vidal Reynés, Jordi (2016). Un siglo con el RCD Mallorca 1916-2016 [A century with RCD Mallorca 1916-2016] (بالإسبانية). Palma: Comisión Centenario del Real Mallorca. ISBN:978-84-608-7936-7.